# Commonwealth Games 1998
Die 16. Commonwealth Games fanden vom 11. bis 21. September 1998 in der malaysischen Hauptstadt Kuala Lumpur statt, das erste Mal überhaupt in Asien. Zum ersten Mal standen auch Mannschaftssportarten auf dem Programm.
Ausgetragen wurden 215 Wettbewerbe in den Sportarten Badminton, Bowling, Bowls, Boxen, Cricket, Gewichtheben, Hockey, Leichtathletik, Netball, Radfahren, 7er-Rugby, Schießen, Schwimmen (inkl. Wasserspringen), Squash und Turnen (inkl. Rhythmische Sportgymnastik). Es nahmen 3638 Sportler aus 69 Ländern teil.

## Wettkampforte
- Nationalstadion Bukit Jalil: Leichtathletik, Eröffnungs- und Schlussfeier
- Putra Stadium: Turnen
- National Aquatic Centre: Schwimmen
- National Hockey Stadium: Hockey
- National Squash Centre: Squash
- Bukit Kiara Sports Complex: Netball, Bowls
- Cheras Veledrome: Bahnradsport
- Kuala Lumpur Badminton Stadium: Badminton
- Mines Convention Centre: Gewichtheben
- Shah Alam: Radstraßenrennen
- Melawati Stadium, Shah Alam: Boxen
- Sunway Pyramid, Subang Jaya: Bowling
- Petaling Jaya Stadium, Petaling Jaya: 7er-Rugby
- Langkawi International Shooting Range: Schießen

## Teilnehmende Länder

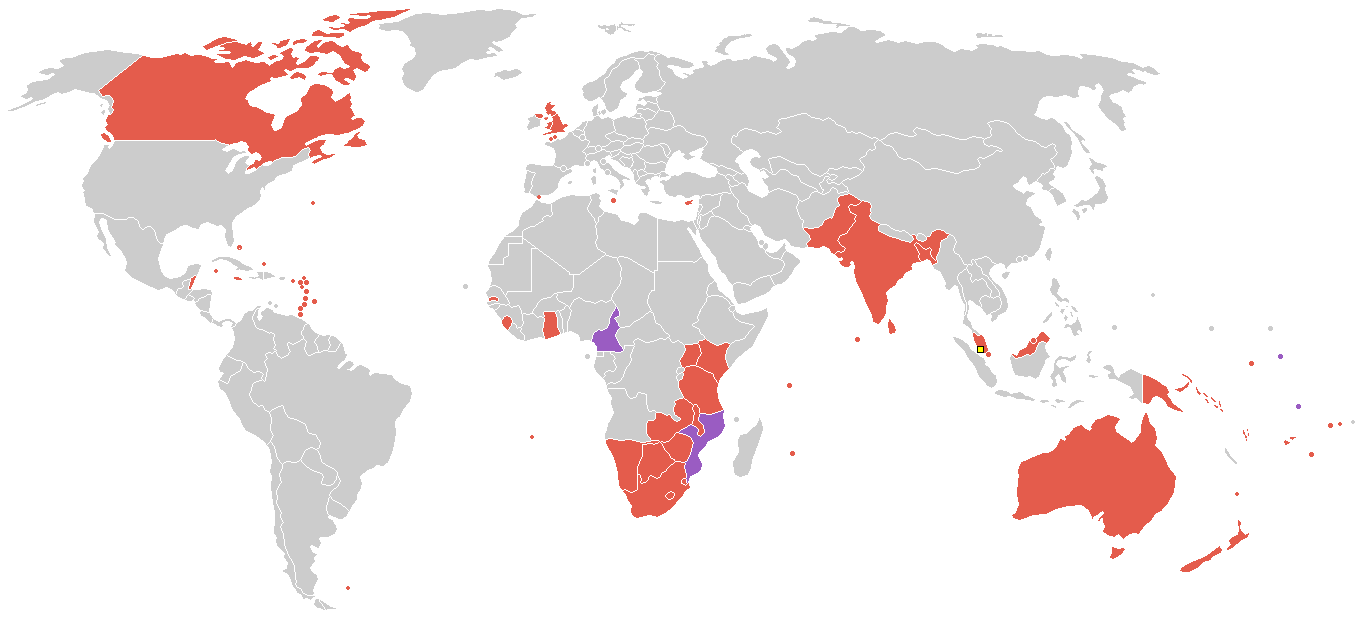
Teilnehmende Länder (violett: erstmalige Teilnahme)

- Anguilla
- Antigua und Barbuda
- Australien
- Bahamas
- Bangladesch
- Barbados
- Belize
- Bermuda
- Botswana
- Britische Jungferninseln
- Brunei
- Cookinseln
- Dominica
- England
- Falklandinseln
- Fidschi
- Gambia
- Ghana
- Gibraltar
- Grenada
- Guernsey
- Guyana
- Indien
- Isle of Man
- Jamaika
- Jersey
- Cayman Islands
- Kamerun
- Kanada
- Kenia
- Kiribati
- Lesotho
- Malawi
- Malaysia
- Malediven
- Malta
- Mauritius
- Montserrat
- Mosambik
- Namibia
- Nauru
- Neuseeland
- Norfolkinsel
- Nordirland
- Pakistan
- Papua-Neuguinea
- St. Helena, Ascension und Tristan da Cunha
- St. Kitts und Nevis
- St. Lucia
- St. Vincent und die Grenadinen
- Salomonen
- Sambia
- Samoa
- Schottland
- Seychellen
- Sierra Leone
- Simbabwe
- Singapur
- Sri Lanka
- Südafrika
- Swasiland
- Tansania
- Tonga
- Trinidad und Tobago
- Turks- und Caicosinseln
- Uganda
- Vanuatu
- Wales
- Zypern

## Ergebnisse
- Badminton
- Bowling
- Bowls
- Boxen
- Cricket
- Gewichtheben
- Hockey
- Leichtathletik
- Netball
- Radsport
- Rhythmische Sportgymnastik
- 7er-Rugby
- Schießen
- Schwimmen
- Squash
- Turnen
- Wasserspringen

## Medaillenspiegel
| Platz | Land                | Gold | Silber | Bronze | Gesamt |
| ----- | ------------------- | ---- | ------ | ------ | ------ |
| 1     | Australien          | 82   | 61     | 57     | 200    |
| 2     | England             | 36   | 49     | 53     | 138    |
| 3     | Kanada              | 30   | 31     | 40     | 101    |
| 4     | Malaysia            | 10   | 14     | 12     | 36     |
| 5     | Südafrika           | 9    | 11     | 14     | 34     |
| 6     | Neuseeland          | 8    | 6      | 20     | 34     |
| 7     | Indien              | 7    | 10     | 8      | 25     |
| 8     | Kenia               | 7    | 5      | 4      | 16     |
| 9     | Jamaika             | 4    | 2      | -      | 6      |
| 10    | Wales               | 3    | 4      | 8      | 15     |
| 11    | Schottland          | 3    | 2      | 7      | 12     |
| 12    | Nauru               | 3    | -      | -      | 3      |
| 13    | Nordirland          | 2    | 1      | 1      | 4      |
| 14    | Simbabwe            | 2    | -      | 3      | 5      |
| 15    | Ghana               | 1    | 1      | 3      | 5      |
| 16    | Mauritius           | 1    | 1      | 2      | 4      |
| 17    | Zypern              | 1    | 1      | 1      | 3      |
| 17    | Tansania            | 1    | 1      | 1      | 3      |
| 17    | Trinidad und Tobago | 1    | 1      | 1      | 3      |
| 20    | Bahamas             | 1    | 1      | -      | 2      |
| 20    | Mosambik            | 1    | 1      | -      | 2      |
| 22    | Barbados            | 1    | -      | 2      | 3      |
| 23    | Lesotho             | 1    | -      | -      | 1      |
| 24    | Kamerun             | -    | 3      | 3      | 6      |
| 25    | Namibia             | -    | 2      | 1      | 3      |
| 26    | Seychellen          | -    | 2      | -      | 2      |
| 27    | Sri Lanka           | -    | 1      | 1      | 2      |
| 28    | Bermuda             | -    | 1      | -      | 1      |
| 28    | Fidschi             | -    | 1      | -      | 1      |
| 28    | Isle of Man         | -    | 1      | -      | 1      |
| 28    | Pakistan            | -    | 1      | -      | 1      |
| 32    | Papua-Neuguinea     | -    | -      | 1      | 1      |
| 32    | Uganda              | -    | -      | 1      | 1      |
| 32    | Sambia              | -    | -      | 1      | 1      |